# برمنج
برمنج یک روستا در ایران است که در شهرستان خوسف واقع شده‌است. برمنج ۴۴ نفر جمعیت دارد.